# Павлович, Андрия
Андрия Павлович (серб.  Андрија Павловић; 16 ноября 1993, Белград, Югославия) — сербский футболист, нападающий. Выступал за сборную Сербии.

## Клубная карьера

### Рад
Павлович начинал свой путь в футболе в клубе «Милиционар». В 2008 году перешёл в клуб «Рад», где занимался под руководством тренера Марко Николича. Андрия дебютировал в основной команде Рада в последнем туре чемпионата 2010/11. Позже, он побывал в аренде в клубах Палич и БАСК, где набирался игрового опыта, перед тем как заиграть в основном составе. Павлович забил свой первый гол за «Рад» в матче против клуба «Раднички» 14 сентября 2013 года. Он также отличился в матче Кубка Сербии против клуба «Борац» 25 сентября того же года.

### Чукарички
Павлович перешел в клуб «Чукарички» в начале 2014 года. После операции на колене он провел 4 матча за клуб до конца сезона. В следующем сезоне Павлович сыграл в 21 матче чемпионата и четырёх матчах кубка, а также забил один гол в матче с клубом «Напредак» 9 августа 2014 года. После того как Никола Стоилькович покинул клуб, Павлович стал основным нападающим клуба в сезоне 2015/16 и подписал с «Чукаричками» новый четырёхлетний контракт до лета 2019 года. В первом же матче сезона Андрия сделал хет-трик против клуба «Войводина». После того как Павлович забил 10 голов в 5 матчах апреля 2016 года, он был признан лучшим игроком месяца в сербской Суперлиге.

### Копенгаген
9 июня 2016 года Павлович подписал пятилетний контракт с клубом «Копенгаген». В «Копенгагене» Андрия дебютировал в Лиге чемпионов, а также забил свой первый гол в этом турнире. Это произошло 19 июля 2016 года в матче с североирландским клубом «Крусейдерс».

### Рапид
29 апреля 2018 года «Копенгаген» сообщил, что согласился продать Павловича в венский «Рапид». Переход осуществился летом того же года. На предсезонных сборах с новой командой Андрия травмировал бедро, из-за чего вынужден был пропустить старт сезона. В «Рапиде» он дебютировал 16 сентября, выйдя на замену в матче с «Аустрией».

## Карьера в сборной
В 2013-15 годах Павлович вызывался в различные молодежные сборные Сербии. А после успешного сезона 2015/16 в клубе «Чукарички» Андрия был вызван Славолюбом Муслиным в Сборную Сербии для участия в товарищеских матчах в 2016 году. Павлович впервые вышел на поле в футболке национальной сборной в матче против Кипра 25 мая 2016 года.

## Статистика выступлений
| Клуб             | Сезон            | Лига             | Лига | Лига  | Кубок | Кубок | Еврокубки | Еврокубки | Другие | Другие | Всего | Всего |
| Клуб             | Сезон            | Дивизион         | Игр  | Голов | Игр   | Голов | Игр       | Голов     | Игр    | Голов  | Игр   | Голов |
| ---------------- | ---------------- | ---------------- | ---- | ----- | ----- | ----- | --------- | --------- | ------ | ------ | ----- | ----- |
| Рад              | 2010/11          | Суперлига        | 1    | 0     | 0     | 0     | —         | —         | —      | —      | 1     | 0     |
| Рад              | 2011/12          | Суперлига        | 0    | 0     | 0     | 0     | 0         | 0         | —      | —      | 0     | 0     |
| Рад              | 2012/13          | Суперлига        | 2    | 0     | 0     | 0     | —         | —         | —      | —      | 2     | 0     |
| Рад              | 2013/14          | Суперлига        | 14   | 1     | 1     | 1     | —         | —         | —      | —      | 15    | 2     |
| Рад              | Всего            | Всего            | 17   | 1     | 1     | 1     | 0         | 0         | —      | —      | 18    | 2     |
| → Палич          | 2011/12          | Лига Воеводина   | 21   | 5     | —     | —     | —         | —         | —      | —      | 21    | 5     |
| → БАСК           | 2012/13          | Лига Белград     | 9    | 6     | —     | —     | —         | —         | —      | —      | 9     | 6     |
| Чукарички        | 2013/14          | Суперлига        | 4    | 0     | —     | —     | —         | —         | —      | —      | 4     | 0     |
| Чукарички        | 2014/15          | Суперлига        | 21   | 1     | 4     | 0     | 4         | 0         | —      | —      | 29    | 1     |
| Чукарички        | 2015/16          | Суперлига        | 36   | 18    | 2     | 2     | 4         | 0         | —      | —      | 42    | 20    |
| Чукарички        | Итого            | Итого            | 61   | 19    | 6     | 2     | 8         | 0         | —      | —      | 75    | 21    |
| Копенгаген       | 2016/17          | Суперлига        | 35   | 8     | 3     | 1     | 11        | 2         | —      | —      | 49    | 11    |
| Копенгаген       | 2017/18          | Суперлига        | 16   | 5     | 0     | 0     | 9         | 4         | —      | —      | 25    | 9     |
| Копенгаген       | Итого            | Итого            | 51   | 13    | 3     | 1     | 20        | 6         | —      | —      | 74    | 20    |
| Итого за карьеру | Итого за карьеру | Итого за карьеру | 159  | 44    | 10    | 4     | 28        | 6         | —      | —      | 197   | 54    |

## Достижения
«Чукарички»
- Обладатель Кубка Сербии: 2014/15
- Бронзовый призёр чемпионата Сербии: 2014/15, 2015/16

«Копенгаген»
- Обладатель Кубка Дании: 2016/17
- Чемпион Дании: 2016/17